# 合田健吉
合田 健吉（ごうだ けんきち、1897年（明治30年）6月28日 - 1975年（昭和50年）8月5日）は、日本の実業家、政治家。貴族院多額納税者議員、香川県仲多度郡多度津町長。位階は正八位。勲等は勲四等。

## 経歴
香川県多度郡多度津町本通（現:仲多度郡多度津町）で、豪商「嶋屋」合田房太郎の二男として生まれる。早稲田大学商科を卒業。1937年（昭和12年）家督を相続した。
1928年（昭和3年）以降、四国水力電気取締役、琴平電気鉄道取締役、琴平参宮電鉄取締役、屋島登山鉄道取締役、槙田鉄工取締役、協和鉄工所社長、亀陽航空社長、中讃興業社長、多度津銀行監査役などを務めた。その他、多度津町社会教育委員、同農業会監事などにも就任した。
1945年（昭和20年）6月27日、貴族院多額納税者議員に任じられ、交友倶楽部に所属して活動した。1946年（昭和21年）7月13日から同年11月28日まで第18代多度津町長を務めた。1947年（昭和22年）5月2日の貴族院廃止により貴族院議員を退任した。

## 親族
- 妻 合田艶子 - 号・浣水、歌人として知られた[4]。